# Demeurage (finance)

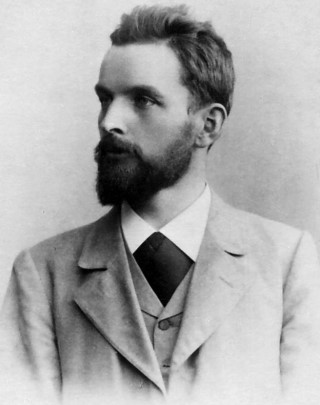
Silvio Gezell (1862–1930)

Dans le domaine de la finance, le demeurage (mot inventé en France lors de la construction des premiers chemins de fer) est le coût associé à la détention de monnaie,. Pour l'or métal, le demeurage correspond à son coût de stockage. D'autres monnaies tels que les monnaies fondantes intègrent le demeurage pour favoriser leur circulation.

## Histoire
Selon l'économiste Bernard Lietaer, des systèmes évoquant le demeurage existent au moins depuis l’Égypte antique, comme en témoignent certains ostrakons.

### Origines du mot
Les compagnies de chemins de fer se faisaient payer pour les wagons non utilisés par une entreprise, afin d’encourager la circulation des wagons, et une rotation plus rapide. certains systèmes de monnaies complémentaires ou alternatives intègrent ce principe : par exemple la Terra (monnaie de troc international Countertrade au taux de demeurage fixé et transparent), ou la monnaie fondante de Silvio Gesell (au taux de demeurage arbitraire).